# Rhododendron hartleyi
Rhododendron hartleyi är en ljungväxtart som beskrevs av Hermann Sleumer. Rhododendron hartleyi ingår i släktet rododendron, och familjen ljungväxter. Inga underarter finns listade i Catalogue of Life.